# Калитич Георгій Ілліч
Гео́ргій Іллі́ч Кали́тич (* 1936) — український економіст доктор економічних наук (1989), професор (1980), заслужений діяч науки і техніки України (1998), академік Української академії інформатики та Академії технологічних наук України.

## Життєпис
Народився 1936 року в селі Біласовиця (сучасний Воловецький район, Закарпатська область).
1959 року закінчив Львівський політехнічний інститут; відтоді працював у ВО «Електрон». 1973 року закінчив аспірантуру при Львівському відділенні Інституту економіки АН УРСР. Того ж року захистив кандидатську дисертацію «Питання вдосконалення внутрішньозаводського планування (на прикладі приладобудівних підприємств)».
Від 1975 року — перший заступник директора Українського інституту науково-технічної і економічної інформації. Одночасно викладав у Київському університеті й Університеті сучасних знань товариства «Знання». З 1978 року — доцент, від 1980-го — професор кафедри менеджменту інноваційної та інвестиційної діяльності економічного факультету Київського університету. 1989 року захистив докторську дисертацію «Підвищення ефективності інформаційного забезпечення управління науково-технічним прогресом».
Наукові зацікавлення: проблеми економіки, управління, інформатики та гармонології.
Співавтор АСК «Львів», системи соціального планування. Займався розробкою та запровадив систему мікроелементного проектування праці, методологію тезисно-аналітично-синтетичного моделювання інтелектуальних процесів (ТАС-моделювання), систему «Допомога авторам нових ідей».
Автор понад 200 наукових праць. Серед робіт:
- «Управління наукою у виробничому об'єднанні» (монографія)., К., 1980
- «Вдосконалення патентного інформаційного забезпечення проблеми „Охорона довколишнього середовища“», 1981, співавтори Крайчинська Галина Пилипівна, Кудельська Галина Антонівна, Кульський Леонід Адольфович, Лободіна Ганна Миколаївна, Маркова Наталія Павлівна, Тищенко Генріетта Григорівна
- «Мікроелементне нормування й проектування праці», 1983
- «Якість» (монографія), 1985
- «Управління гнучкими системами» (монографія), 1987
- «Основи теорії інформатики» 1990, (співавтор)
- «Ідеї фізичної економії» 1992, (співавтор)
- «Соціологічні дослідження економічних проблем» (монографія), 1995
- «Духовно-інтелектуальне відродження нації через самоствердження людини», 1996
- «Функціонально-інформаційний синтез науково-технічного та інноваційного розвитку», 1999
- «Актуальні питання методології та практики науково-технологічної політики», 2001, співавтори Булкін Ігор Олексійович, Єгоров Ігор Юрійович, Кавуненко Лідія Пилипівна, Маліцький Борис Антонович
- «ТАС-моделювання як метод управління гармонізацією інноваційного поступу держави», 2008
- «Науково-технічний та інноваційний розвиток: моделі, проблеми, рішення» (монографія), 2008
- «Управління інноваційним розвитком України в умовах зовнішньоекономічної інтеграції», співавтори Канигін Юрій Михайлович, Олешко Ганна Анатоліївна.